# Ніколае Райня
Нікола́е Ра́йня (рум. Nicolae Rainea, 19 листопада 1933, Браїла, Румунія — 1 квітня 2015, Галац, Румунія) — румунський футбольний арбітр ФІФА.

## Життєпис
Ніколае Райня народився в місті Браїла. Після нетривалої кар'єри гравця, яку Райня закінчив у 1956 році, він взяв до суддівської справи і з 1959 року обслуговував матчі внутрішніх змагань. Дебютний поєдинок у Дивізії А відсудив у 1965 році, а два роки потому був включений до списку арбітрів ФІФА. Заголом у внутрішніх турнірах Ніколае Райня провів близько 1000 поєдинків, 400 з яких припало на ігри найвищого дивізіону.
Серед 115 проведених на міжнародній арені ігор слід виокремити роботу на трьох Чемпіонатах світу з футболу (1974,1978,1982), фінальний матч Євро-1980, фінал Кубка європейських чемпіонів 1983 року та другий матч Суперкубка Європи 1978.
Проживав у місті Галац, почесним громадянином якого його було визнано. Окрім того, на честь Ніколае Райня було названо міський мультифункціональний стадіон. Одразу два президенти Румунії відзначили екс-арбітра почесними нагородами — Йон Ілієску та Траян Бесеску.
Помер 1 квітня 2015 року в Галаці. Причиною смерті стала зупинка серця внаслідок набряку легенів.

## Сім'я
У 2011 році Ніколае Райня відсвяткував «золоте весілля». Син та донька колишнього арбітра проживали у Швеції.